# Mistrzostwa Małych Krajów Europy w Lekkoatletyce 2020
3. Mistrzostwa Małych Krajów Europy w Lekkoatletyce – zawody lekkoatletyczne, które miały odbyć się 6 czerwca 2020 roku na San Marino Stadium w Serravalle. 
24 marca 2020 podjęto decyzję, że z powodu trawającej pandemii COVID-19 zawody nie odbędą się w planowanym terminie. 